# Göran Marklund (fysiker)
Göran Marklund, född 3 november 1950 i Stockholm, är en svensk rymdfysiker.

## Biografi
Göran Marklund är son till laboratorn Tage Marklund och Elsie Andersson.
Marklund blev 1975 civilingenjör i elektroteknik och disputerade 1983 vid Kungliga Tekniska högskolan (KTH). Han blev 1984 docent och 1990 professor i rymdplasmafysik vid KTH, där han är verksam vid Alfvénlaboratoriet. Han blev 1997 ledamot av Vetenskapsakademien.
Göran Marklund är far till artisten Petra Marklund.